# 9258 Johnpauljones
A 9258 Johnpauljones (ideiglenes jelöléssel 2137 T-2) a Naprendszer kisbolygóövében található aszteroida. Cornelis Johannes van Houten, Ingrid van Houten-Groeneveld és Tom Gehrels fedezte fel 1973. szeptember 29-én.